# Yanick Bodemann
Yanick Bodemann (Hohenems, 29 aprile 1985) è un ex hockeista su ghiaccio austriaco naturalizzato svizzero.

## Statistiche
Statistiche aggiornate a luglio 2012.

### Club
| Stagione  | Squadra     | Stagione regolare | Stagione regolare | Stagione regolare | Stagione regolare | Stagione regolare | Stagione regolare | Playoff | Playoff | Playoff | Playoff | Playoff |
| Stagione  | Squadra     | Lega              | P                 | G                 | A                 | Pt                | PIM               | P       | G       | A       | Pt      | PIM     |
| --------- | ----------- | ----------------- | ----------------- | ----------------- | ----------------- | ----------------- | ----------------- | ------- | ------- | ------- | ------- | ------- |
| 2001-2002 | Uzwil U20   | Elite Jr. A       | 35                | 6                 | 7                 | 13                | 14                | 3       | 0       | 0       | 0       | 4       |
| 2002-2003 | Davos U20   | Elite Jr. A       | 34                | 17                | 14                | 31                | 29                | 6       | 1       | 1       | 2       | 2       |
| 2003-2004 | Sierre      | NLB               | 39                | 11                | 8                 | 19                | 6                 |         |         |         |         |         |
| 2004-2005 | Sierre      | NLB               | 51                | 7                 | 6                 | 13                | 14                | 12      | 4       | 3       | 7       | 2       |
| 2005-2006 | Visp        | NLB               | 41                | 12                | 6                 | 18                | 18                | 7       | 2       | 1       | 3       | 2       |
| 2006-2007 | Visp        | NLB               | 61                | 15                | 26                | 41                | 16                | 16      | 3       | 6       | 9       | 0       |
| 2007-2008 | Lausanne    | NLB               | 49                | 6                 | 15                | 21                | 4                 | 11      | 4       | 2       | 6       | 6       |
|           | Schweiz U20 | LNB               | 1                 | 0                 | 0                 | 0                 | 0                 | -       | -       | -       | -       | -       |
| 2008-2009 | Langenthal  | NLB               | 26                | 2                 | 9                 | 11                | 39                |         |         |         |         |         |
|           | Zug         | NLA               | 0                 | 0                 | 0                 | 0                 | 0                 | 10      | 1       | 0       | 1       | 0       |
| 2009-2010 | Langenthal  | NLB               | 46                | 10                | 12                | 22                | 10                | 7       | 1       | 1       | 2       | 2       |
|           | Zug         | NLA               | 0                 | 0                 | 0                 | 0                 | 0                 | 10      | 0       | 0       | 0       | 0       |
| 2010-2011 | Langenthal  | NLB               | 44                | 16                | 27                | 43                | 10                | 6       | 3       | 2       | 5       | 2       |
|           | Lugano      | NLA               | 1                 | 0                 | 0                 | 0                 | 0                 | -       | -       | -       | -       | -       |
| 2011-2012 | Langenthal  | NLB               | 40                | 7                 | 7                 | 14                | 6                 | 21      | 0       | 4       | 4       | 25      |
| 2012-2013 | Langenthal  | NLB               | 0                 | 0                 | 0                 | 0                 | 0                 |         |         |         |         |         |

### Nazionale
| Stagione  | Livello     | Risultati    | Risultati | Risultati | Risultati | Risultati | Risultati |
| Stagione  | Livello     | Competizione | P         | G         | A         | Pt        | PIM       |
| --------- | ----------- | ------------ | --------- | --------- | --------- | --------- | --------- |
| 2003-2004 | Austria U20 | WJC-20       | 6         | 0         | 0         | 0         | 0         |
| 2004-2005 | Austria U20 | WJC-20 D1    | 5         | 0         | 1         | 1         | 0         |
| 2007-2008 | Schweiz U20 | LNB          | 1         | 0         | 0         | 0         | 0         |

## Palmarès

### Club
- Campionato svizzero: Seconda divisione: 1

 Langenthal: 2011-12

### Nazionale
- Campionato del mondo U-20 D1: 1 terzo posto

 Austria U-20: 2005